# تایکی واتانابه
تایکی واتانابه (انگلیسی: Taiki Watanabe؛ زادهٔ ۲۲ آوریل ۱۹۹۹) بازیکن فوتبال است.
از باشگاه‌هایی که در آن بازی کرده‌است می‌توان به باشگاه فوتبال آلبیرکس نیگاتا اشاره کرد.